# Tournedos-Bois-Hubert
Tournedos-Bois-Hubert is een gemeente in het Franse departement Eure (regio Normandië) en telt 302 inwoners (2005). De plaats maakt deel uit van het arrondissement Évreux.

## Geografie
De oppervlakte van Tournedos-Bois-Hubert bedraagt 8,1 km², de bevolkingsdichtheid is 37,3 inwoners per km².
De onderstaande kaart toont de ligging van Tournedos-Bois-Hubert met de belangrijkste infrastructuur en aangrenzende gemeenten.

## Demografie
Onderstaande figuur toont het verloop van het inwonertal (bron: INSEE-tellingen).